# Hertz

Három villogó lámpa, a legkisebb frekvenciától (felülről) a legnagyobbig (alul). Az "f" a frekvencia hertzben (Hz). A "T" a két villogás között eltelt idő

A hullámhossz szoros összefüggésben áll a frekvenciával

A hertz (jele: Hz) a frekvencia mértékegysége a Nemzetközi Mértékegységrendszerben (SI).
Nevét Heinrich Rudolf Hertzről (1857–1894), az elektromágneses hullámok felfedezőjéről kapta.
A frekvencia egy periodikus jelenség (rezgés) „ismétlődési gyakoriságát” jelenti: egy esemény hányszor ismétlődik meg egységnyi idő alatt. A periodikus folyamat egyik jellemzője a periódus megtételéhez szükséges idő, a (T) periódusidő. A frekvencia a periódusidővel fordítottan arányos ( f  =  1/T ), ami nem más, mint az egységnyi idő alatt bekövetkezett periódusok száma, a rezgésszám.
A hertz egy származtatott mértékegység, amelynek formális kifejezése SI alapegységekben 1/s, avagy s-1, tehát az események száma másodpercenként.
1 hertz az 1 másodperc alatt lezajló 1 rezgés (hullámperiódus).
Magas frekvenciák esetén a mértékegységet általában többszörösekben fejezik ki: kilohertz (kHz), megahertz (MHz), gigahertz (GHz), terahertz (THz).
A mértékegység néhány leggyakoribb felhasználási területe a periodikus hullámformák és zenei hangok leírása, különösen a rádió- és hangalkalmazásokban használtak. A számítógépek és más elektronikai eszközök órajelének leírására is használják.
| Alsóbb egységek | Alsóbb egységek | Alsóbb egységek | Felsőbb egységek | Felsőbb egységek | Felsőbb egységek |
| Érték           | SI jel          | Név             | Érték            | SI jel           | Név              |
| --------------- | --------------- | --------------- | ---------------- | ---------------- | ---------------- |
| 10−1 Hz         | dHz             | decihertz       | 101 Hz           | daHz             | dekahertz        |
| 10−2 Hz         | cHz             | centihertz      | 102 Hz           | hHz              | hektohertz       |
| 10−3 Hz         | mHz             | millihertz      | 103 Hz           | kHz              | kilohertz        |
| 10−6 Hz         | μHz             | mikrohertz      | 106 Hz           | MHz              | megahertz        |
| 10−9 Hz         | nHz             | nanohertz       | 109 Hz           | GHz              | gigahertz        |
| 10−12 Hz        | pHz             | pikohertz       | 1012 Hz          | THz              | terahertz        |
| 10−15 Hz        | fHz             | femtohertz      | 1015 Hz          | PHz              | petahertz        |
| 10−18 Hz        | aHz             | attohertz       | 1018 Hz          | EHz              | exahertz         |
| 10−21 Hz        | zHz             | zeptohertz      | 1021 Hz          | ZHz              | zettahertz       |
| 10−24 Hz        | yHz             | yoktohertz      | 1024 Hz          | YHz              | yottahertz       |
| 10−27 Hz        | rHz             | rontohertz      | 1027 Hz          | RHz              | ronnahertz       |
| 10−30 Hz        | qHz             | kvektohertz     | 1030 Hz          | QHz              | kvettahertz      |